# Heizkraftwerk Plauen
Das Heizkraftwerk Plauen ist ein von der Envia Therm GmbH betriebenes Heizkraftwerk in der sächsischen Stadt Plauen.

## Geschichte
Die Anlage wurde 1988 als reines Heizwerk in Betrieb genommen. Brennstoff war ursprünglich Braunkohle. 1994 wurde das Heizwerk auf eine Befeuerung mit Erdgas umgerüstet, zusätzlich wurde der Betrieb mit leichtem Heizöl als Reservebrennstoff ermöglicht. Im Zuge der Umstellung auf Erdgas wurde auch der Bau einer zusätzlichen Gasturbine diskutiert, was sich als nicht wirtschaftlich erwies.
Aufgrund von Vergünstigungen durch das Mineralölsteuer- und KWK-Modernisierungsgesetz wurde die Einrichtung einer eigenen Stromerzeugung im Heizwerk projektiert. Schließlich folgte im Jahr 2000 eine Ausschreibung und das Heizwerk wurde für eine Million Euro zum Heizkraftwerk erweitert.
Im April 2013 ging der bisherige Betreiber WVP – Wärmeversorgung Plauen GmbH rückwirkend zum Jahresbeginn in envia THERM GmbH auf, einem Tochterunternehmen der Envia Mitteldeutsche Energie.

## Technik

### Wärmeerzeuger
Das Heizkraftwerk verfügt über vier Heizkessel mit jeweils 28 Megawatt. Der 171,7 Meter hohe Schornstein ist das höchste Bauwerk in Plauen.

### Stromerzeugung
Das Temperatur- und Druckgefälle zwischen Frischdampf (12,7 bar, 250 °C) und Nutzdampf (6,7 bar) ermöglichte den nachträglichen Einbau eines Tandem-Turbinenaggregats. Dieses von Kühnle, Kopp & Kausch gebaute Aggregat besteht aus zwei gegenläufigen Dampfturbinen und einem Generator, der von 50 kW bis 1.300 kW elektrische Leistung bereitstellen kann. Diese Anlage kann den Eigenbedarf des Heizkraftwerks an elektrischer Energie decken.

### Fernwärmenetz
Das Heizkraftwerk Plauen speist eine thermische Leistung von bis zu 150 MW in das Fernwärmenetz ein, welches 16.000 Wohnungen mit Wärme sowie Industriebetriebe, ein Krankenhaus und weitere Kunden mit Dampf beliefert. Neben dem Heizkraftwerk gibt es eine weitere Heizzentrale in diesem Fernwärmenetz. Eine Besonderheit des Fernwärmenetzes ist das Höhengefälle von 90 m.